# Karak Kadrin
Karak Kadrin is een stad van het dwergenrijk in het spel Warhammer.

## Ligging
Karak Kadrin ligt in het noorden van de Worlds Edge Mountains. Deze bergketen is de oostgrens van The Empire. Het is zelfs de meest noordelijke van de nu nog door dwergen bewoonde grote dwergensteden. De burcht beschermt de Peak Pass tussen Kislev en de oostelijke vlakten van de Chaos Dwarfs. Het grootste deel van de burcht is uitgehouwen in de rotsen, enkel de buitenmuren zijn opgetrokken in steen. De stad ligt op een hoogte in een kleine vallei in de bergketen. De omringende bossen zijn nagenoeg allemaal verdwenen, ontgonnen door de dwergen. Onder de stad liggen diepe ijzermijnen.

## Betekenis
De meest letterlijke vertaling van Karak Kadrin is Vestiging van de Pas. Dit omdat de stad langs de zuidelijke kant van de Peak Pass ligt. Vroeger werd deze pas veel gebruikt door de dwergen die van het oosten van de bergketen naar westen wouden gaan. Maar sinds de dwergen het oosten van de Worlds Edge Mountains hebben opgegeven, wordt deze pas enkel nog gebruik door Orcs en andere invallende legers. De burcht is nog nooit gevallen door deze invasies en de pas zorgt in de jongste jaren zelfs voor handel tussen het dwergenrijk, het oostelijke deel van The Empire en Kislev. Vooral hun staal (Kadrin staal) is befaamd in zowel het dwergenrijk als bij de mensen.

## Inwoners
Karak Kadrin is ook wel bekend onder de naam van Slayer Keep. Het belangrijkste schrijn van de Slayers voor hun god Grimnir van het volledige dwergenrijk is hier te vinden. Veel dwergen reizen naar deze stad om hun slayereed af te leggen waarbij ze hun haar afscheren, dat vervolgens verbrand wordt. Hun naam wordt dan gegraveerd in een van de pilaren van de tempel. Juist buiten de tempel kunnen ze hun eerste tatoeage laten zetten.
De koningen van deze stad dragen ook de naam van Slayer koning. Een van de vroegere koningen van deze stad heeft een grote belediging ondergaan. Hij zwoer de slayerseed maar kon daarna niet de wildernis in trekken om een roemrijke dood te sterven omdat hij nog gebonden was door zijn koningseed. Aangezien de koningseed de hoogste eed voor een dwerg is, moest hij op een andere manier aan zijn slayerseed voldoen. Hiervoor richtte hij het grote schrijn van Grimnir op. Slayers kunnen hier uitrusten en wapens halen eer ze de wildernis in trekken om een roemrijke dood te sterven.
De slayerseed gaat nu samen met de koningeed over van vader op zoon. De Huidige koning is  Ungrim Ironfist, Slayer King of Karak Kadrin. Zijn zoon Garagrim Ironfist, War-mourner of Karak Kadrin nam deze titel aan tijdens de Storm of Chaos. Mocht hij sterven, dan verloste hij zijn familie van de Slayers eed. Garagrim is inderdaad gestorven, maar zijn vader vond die zo een groot onrecht dat hij opnieuw de Slayerseed aflegde.

## Leger
Tijdens de Storm of Chaos campagne heeft Games Workshop een nieuwe legale dwergenlijst uitgeschreven. Deze weerspiegelt een slayersleger van Karak Kadrin. De enige lord die dit leger mag hebben is de Daemon Slayer. Hoewel dit slayerleger een held (hero) meer mag hebben dan normaal, mag dit enkel een Dragon Slayer zijn. De kern (core) van het leger zijn de gewone Troll Slayers en Doomseekers, een nieuwe unit. Brotherhood of Grimnir en de Dogs of War units Long Drong's Slayer Pirates (0-1) zijn de special units. Als laatste is er de rare unit, de Malakai Makaisson's Goblin-Hewer. Hiernaast heeft dit leger ook nog een aantal speciale regels, runnen en slayer skills die niet mogen gebruikt worden in een normaal dwergenleger. Ook kan je in dit leger 2 special characters gebruiken: Ungrim Ironfist, Slayer King of Karak Kadrin en zijn zoon Garagrim Ironfist, War-mourner of Karak Kadrin.